# ديزي بيتس (صحفية)
ديزي بيتس (بالإنجليزية: Daisy Bates)‏ هي صحفية أمريكية، ولدت في 11 نوفمبر 1914 في هوتيغ في الولايات المتحدة، وتوفيت في 4 نوفمبر 1999 في ليتل روك في الولايات المتحدة.

## حياتها المبكرة
وُلدت ديزي بيتس في الحادي عشر من شهر نوفمبر عام 1914، وترعرعت في جنوبي ولاية أركنساس في مدينة هوتيغ. وُلدت بيتس في منزل صغير جداً لوالديها هيزيكايا غاتسون وميلي رايلي. عمل هيزيكايا غاتسون في فرز الحطب ضمن طاحونة محلية ليوفر لعائلته مستلزمات الحياة. وبعد مقتل الوالدة، بُعثت ديزي إلى أصدقاء عائلة غاتسون كي يهتموا بها، وهؤلاء الأصدقاء هما جندي الحرب العالمية الأولى أورلي سميث وزوجته سوزي. لم تر ديزي والدها مجدداً. في كتابها “وفاة والدتي”، ذكرت بيتس أنها علمت لأول مرة عن والدتها الحقيقية عندما كان عمرها 8 سنوات، وأن والدتها اغتُصبت ثم قُتلت على يد 3 رجال بيض. ثم ألقى هؤلاء الرجال المحليون والدتها في بركة الطاحونة، حينها كان عمر ديزي بضع شهورٍ فقط. أثار ذلك غضبها بشدة، خاصة بعدما علمت أن المجرمين لم يلقوا عقابهم. أخبرها والدها بالتبني، أورلي سميث، أن القتلة لم يُعثر عليهم بعد بسبب عدم اكتراث الشرطة بالقضية. وهو ما ولّد رغبة بالانتقام لدى ديزي.
التحقت ديزي في طفولتها بمدارس هوتيغ العامة والمفصولة، حيث أصبحت على دراية بالظروف السيئة التي يتعرض لها الطلاب السود. توفي أورلي سميث عندما كانت ابنته بالتبني، ديزي، مراهقة، فعاشت مع والدتها بالتبني. كانت ديزي تحترم وتبجّل والدها، حتى اعتقدت أنها أقبلت على الزواج لأن زوجها يحمل الكثير من الخصال المشتركة مع والدها. أحبت والدها كثيراً، وتذكر أن والدها عاملها دائماً كإنسانة بالغة. لكن علاقتها مع والدتها لم تكن بنفس القدر من المحبة، بل كانت العلاقة صارمة. حيث كانت سوزي سميث تعاقب ديزي، وكانت الأخيرة تتعرض إلى الضرب وتُجبر على الوقوف في زاوية البيت. انهارت علاقتهما تماماً بعد وفاة أورلي سميث.
بدأت ديزي مواعدة رجل يدعى لوشس كريستوفر بيتس عندما كانت في السابعة عشر من عمرها، وبيتس هو سمسار تأمينات عمل أيضاً في عدد من الصحف في الجنوب والغرب الأمريكيين. قابلته ديزي للمرة الأولى عندما كان عمرها 15 عاماً، وكان لوشس وقتها متزوجاً من كاساندرا كروفرد. تطلّق لوشس من زوجته الأولى عام 1941 قبل أن ينتقل إلى ليتل روك وينشأ صحيفة بعنوان “أركنساس ستيت برس”. تزوجت ديزي من لوشس بيتس في الرابع من شهر آذار عام 1942.
في عام 1952، انتُخبت ديزي بيتس رئيسةً لمؤتر أفرعِ الجمعية الوطنية للنهوض بالملونين في أركنساس.

## أركنساس ستيت برس
بعد انتقال الزوجين بيتس إلى ليتل روك، قررا تحقيق حلمهما وامتلاك صحيفة. فاستأجرا معملاً للطباعة تابعاً لدار طباعة كنسية، وافتتحا صحيفة “أركنساس ستيت بريس”، وهي صحيفة أسبوعية على مستوى الولاية. صدر العدد الأول منها في التاسع من شهر مايو عام 1941.
اهتمت صحيفة أركنساس ستيت برس بشكل أساسي بصحافة الرأي، وكانت على شاكلة المطبوعات الأمريكية الأفريقية في تلك الفترة، كصحيفة “شيكاغو ديفيندر” ومجلة “ذا كرايسِس”. حيث عُرضت في الصفحة الأولى قصصٌ عن الحقوق المدنية، بينما امتلأت باقي الصحيفة بقصص تسلط الضوء على إنجازات سكان أركنساس السود. كما احتوت أيضاً الكثير من الصور.
أصبحت الصحيفة صوتاً مناصراً للحقوق المدنية حتى قبل ظهور الحركات الوطنية. وأصبحت ديزي بيتس لاحقاً شريكة في نشر الصحيفة.
تعمقت ديزي بيتس في أحداث الفصل العنصري، باعتبارها رئيسة سابقة لمؤتمر الجمعية الوطنية للنهوض بالملونين في ولاية أركنساس. في عام 1954، أصدرت المحكمة العليا الأمريكية قرارها في قضية براون ضد مجلس التعليم، والذي جعل المدارس القائمة على نظام الفصل العنصري غير شرعية ومخالفة للدستور. ومع ذلك، رفضت المدارس في أركنساس قبول الطلبة الأمريكيين من أصل إفريقي. حاولت بيتس وزوجها الدفاع عن هذه القضية في صحيفتهما. وأصبحت الصحيفة من أشد داعمي الجمعية الوطنية للنهوض بالملونيين وقضايا المدارس العامة المختلطة.
أوردت صحيفة أركنساس ستيت برس جميع الأخبار الاجتماعية التي وقعت في ولاية أركنساس. وكانت من الداعمين البارزين للخلط العرقي في المدارس، وأكدت على هذا الدعم في عددٍ من صفحاتها. في عام 1957، قاطع المعلنون البيض الصحيفة بسبب موقفها القوي من أزمة الفصل العنصري في ليتل روك، حيث دعت الصحيفة إلى إزالة التفرقة العنصرية. ألغت تلك المقاطعة سبل التمويل، ما عدا المال القادم مباشرة من الإعلانات التابعة للمكتب الوطني للجمعية الوطنية لنهوض الملونين، ومن خلال الإعلانات التابعة لداعمي الصحيفة في عموم الولايات المتحدة. وبالرغم من ذلك، لم تستطع الصحيفة الصمود والحفاظ على نفسها، فصدر العدد الأخير منها في التاسع والعشرين من شهر أكتوبر عام 1959 [10].

## أزمة الفصل العنصري في ليتل روك
كانت بيتس وزوجها شخصيتين مهمتين في المجتمع الأمريكي الإفريقي في ليتل روك، عاصمة ولاية أركنساس.  فكانت صحيفتهما “أركنساس ستيت برس” صحيفة محلية تهتم بأمور السود، كما نشرا فيها انتهاكات قرارات إزالة الفصل العنصري التي أصدرتها المحكمة العليا.
كانت خطة إزالة التفرقة العنصرية في مدارس ليتل روك تقتضي المرور بـ 3 مراحل، حيث يبدأ تطبيق إزالة التفرقة العنصرية في المدارس الثانوية المتوسطة والعليا، وبعد نجاح الخطة في تلك المدارس، يتم تطبيق القرارات في المدارس الابتدائية. مضى عامان بدون إحراز أي تقدمٍ، لذا رُفعت دعوى ضد المنطقة التعليمية في ليتل روك عام 1956. أمرت المحكمة مجلسَ المدرسة بتطبيق قرارات إزالة الفصل العنصري في المدارس ابتداءً من شهر سبتمبر عام 1957.
وبما أن بيتس رئيسة فرع الجمعية الوطنية للنهوض بالملونين في أركنساس، فقامت بنصح وإرشاد 9 طلاب أرادوا التسجيل في مدرسة ليتل روك سنترال الثانوية عام 1957، حيث كان جميع الطلاب سابقاً من البيض. أثار تسجيل الطلاب في المدرسة خلافاً مع حاكم الولاية أورفال فوبوس، الذي استدعى الحرس الوطني ليمنع الطلاب السود من الدخول إلى المدرسة. لم يسمح الحرس الوطني سوى للطلاب البيض بدخول بوابة المدرسة. وطُلب من 8 تلاميذ –من أصل 9– العودة إلى منازلهم. لكن الطالبة إليزابيث إكفورد لم تتلق رسالة ديزي بيتس في الليلة السابقة لأنها تعرضت لجماعة من البيض عندما حاولت الالتقاء بالطلاب الثمانية، كانت جماعة البيض خارج المدرسة وهددت بقتل الطلاب السود، كما اعتدت الجماعة على الناشطين والصحفيين الشماليين الذين أتوا لينشروا القصة.

## حياتها اللاحقة
انتقلت بيتس إلى العاصمة واشنطن وعملت لدى اللجنة الوطنية الديموقراطية. عملت أيضاً ضمن إدارة الرئيس الأميركي ليندون جونسون في برامج مكافحة الفقر. في عام 1965، أُصيبت بيتس بسكتة وعادت إلى ليتل روك.
انتقلت عام 1968 إلى المجمتع الريفي الأسود لمدينة ميتشلفيل ضمن مقاطعة ديشا في شرقي ولاية أركنساس. ركزت هناك على تحسين حياة جيرانها عن طريق تأسيس برنامجٍ للمساعدة الذاتية من أجل بناء شبكة جديدة من أنظمة الصرف الصحي والمياه وتعبيد الطرقات والمركز الاجتماعي.
أحيت بيتس صحيفة أركنساس سيتي برس عام 1984 بعد وفاة زوجها لوشس بيتس عام 1980. في ذلك العام، حصلت بيتس على شهادة فخرية في القانون، والتي منحتها إياها جامعة أركنساس فييتفيل.

## وصلات خارجية
- ديزي بيتس على موقع الموسوعة البريطانية (الإنجليزية)
- ديزي بيتس على موقع الموسوعة البريطانية (الإنجليزية)